# Wrangel (geslacht)
Wrangel (ook: (von) Wrangel(l), Wrangel af Lindeberg, Wrangel af Ludenhof, Wrangel von Brehmer en: Wrangel af Sauss) (Russisch: Врангели) is een oud-adellijk geslacht waarvan leden tot de Duitse, Zweedse, Russische en een tak tot de Nederlandse adel ging behoren.

## Geschiedenis
Leden van het geslacht treden op in oorkonden in de Baltische staten vanaf midden van de 13e eeuw. In 1746 werd een lid opgenomen in de Estlandse ridderschap. In de 19e eeuw werden verschillende leden opgenomen in de Russische adel (1855) met de titel van baron. In de 17e en 18e eeuw werden leden opgenomen in de Zweedse adel en werd later de titel van Freiherr, nog later die van graaf verleend. In de 18e eeuw werden leden ook ingelijfd in de adel van Koerland, in de 19e eeuw nakomelingen ervan in de Pruisische adel.
In 1885 werd een lid van het geslacht ingelijfd in de Nederlandse adel en vormde de Nederlandse tak Von Wrangel auf Lindenberg (hoewel niet vaststaat dat de stamvader van het Nederlandse geslacht uit het Zweedse adelsgeslacht stamt). Een ander lid van dit geslacht, Lotti barones von Wrangel (1926-2007), vestigde zich in Nederland na huwelijk met een Nederlander; zij en haar geschiedenis worden beschreven in Jan Brokken, Baltische zielen (2010) en door jhr. mr. Dolph Boddaert.
In 1885 werd er een familieverband opgericht, later omgezet in een nog bestaande familiestichting.

## Enkele telgen
- Carl Gustaf Wrangel (1636-1676), militair en bestuurder
- Willem von Wrangel auf Lindenberg (1815-1896), luitenant-generaal, in 1885 ingelijfd in de Nederlandse adel
- Pjotr Wrangel (1878-1928), militair

## Afbeeldingen

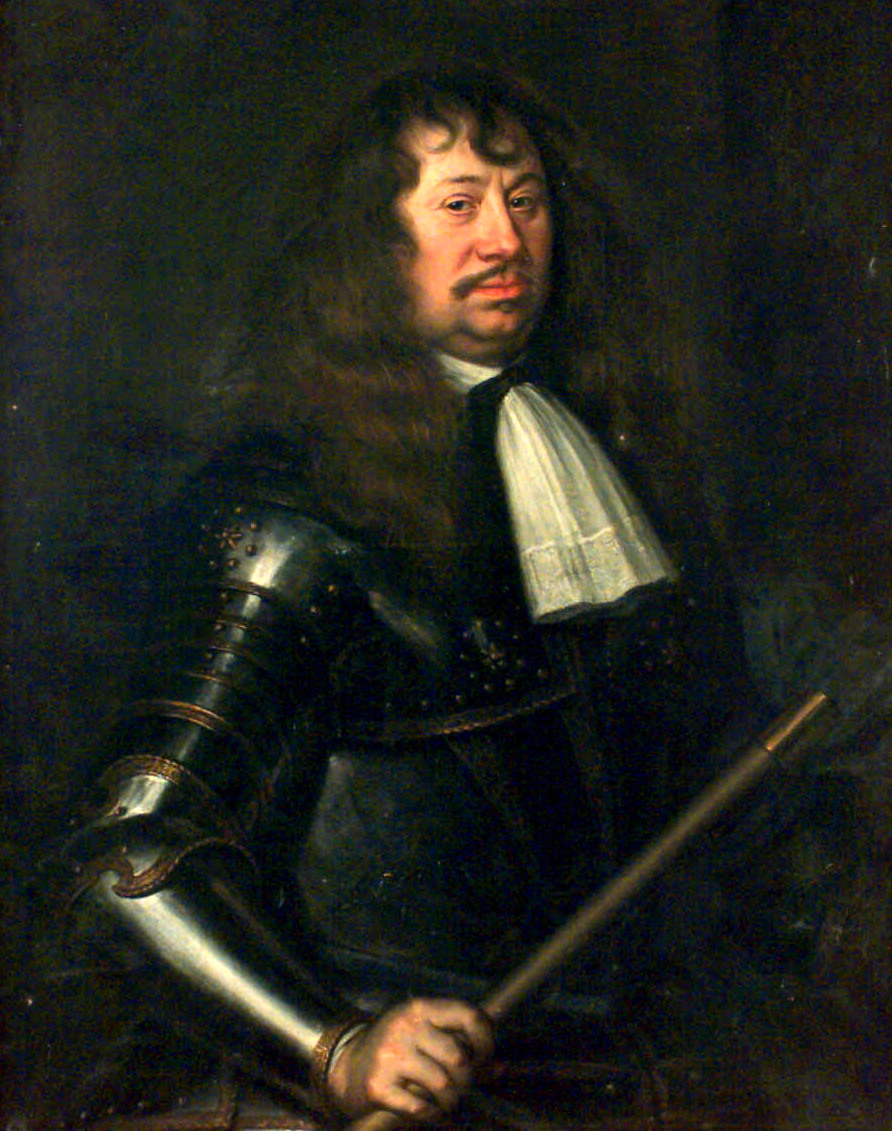
Carl Gustaf Wrangel (1636-1676)
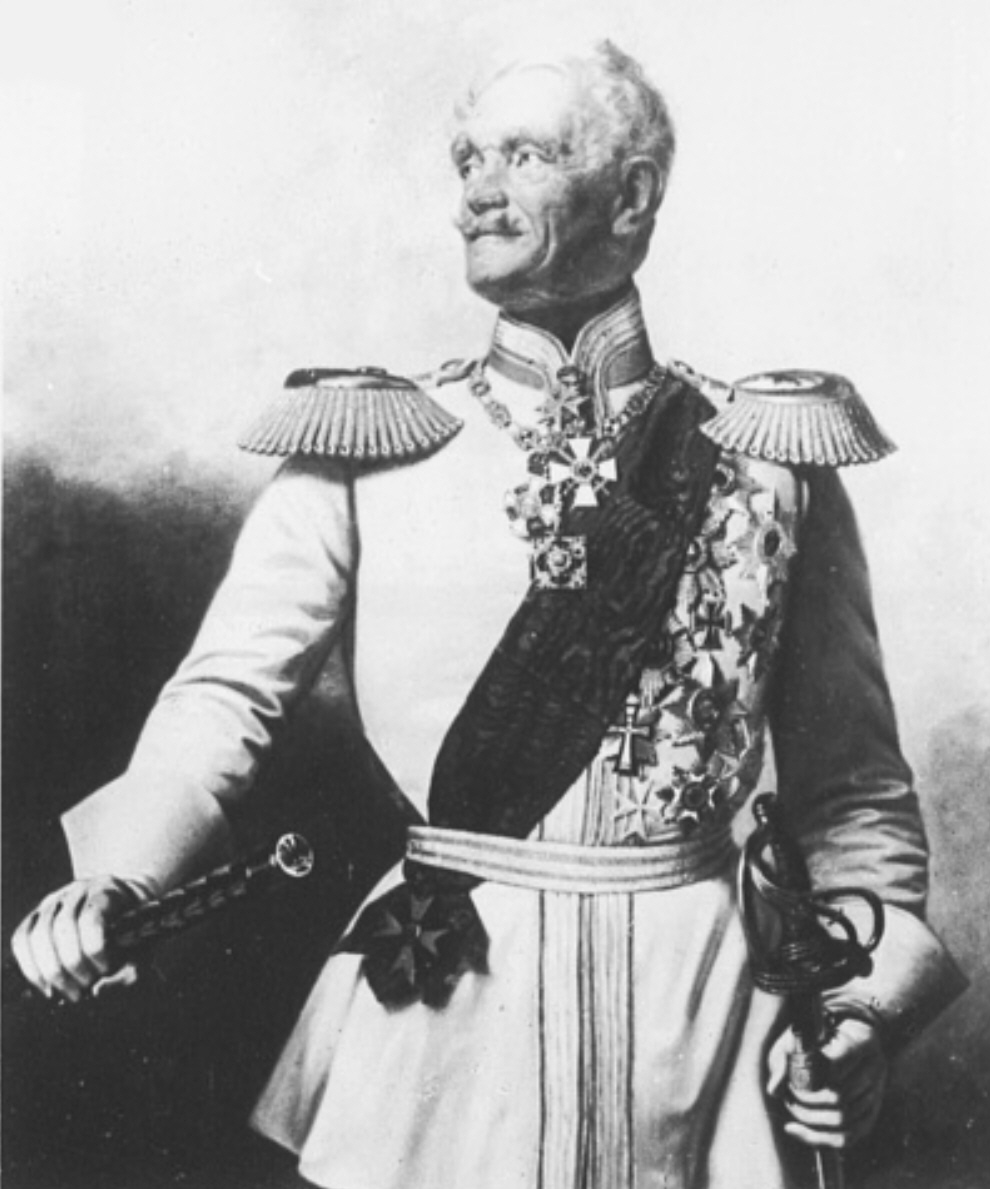
Friedrich (Papa) von Wrangel (1784-1877), Pruisisch veldmaarschalk en gouverneur van Berlijn
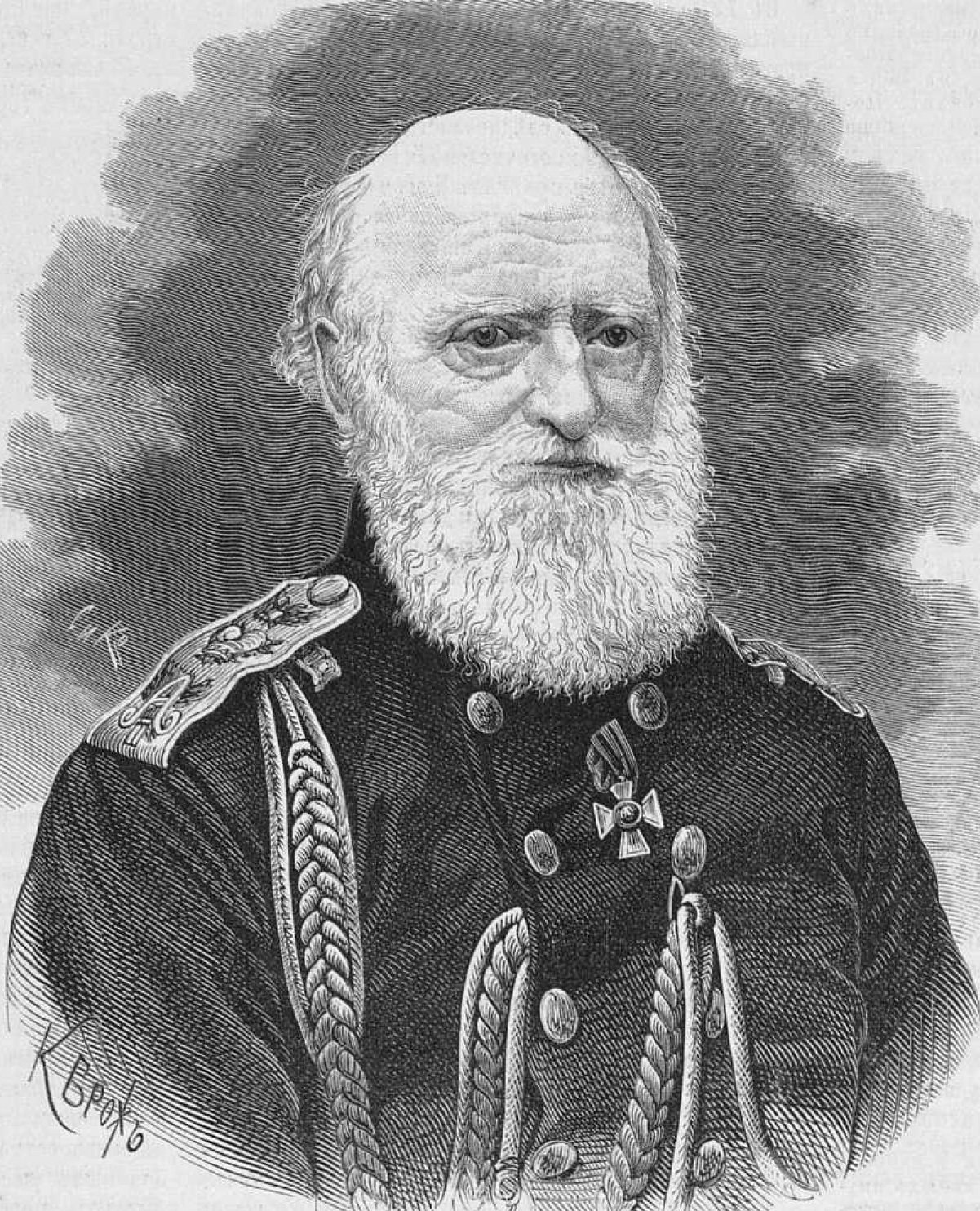
Ferdinand von Wrangel (1797-1870), Russisch admiraal
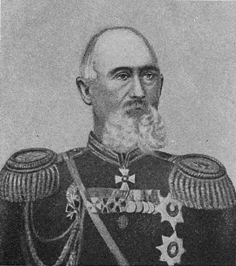
Alexander von Wrangel (1804-1880), Russisch generaal
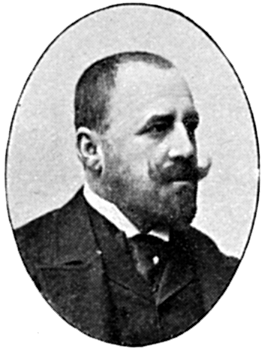
Fredrik Ulrik Wrangel (1853-1929), Zweeds historicus
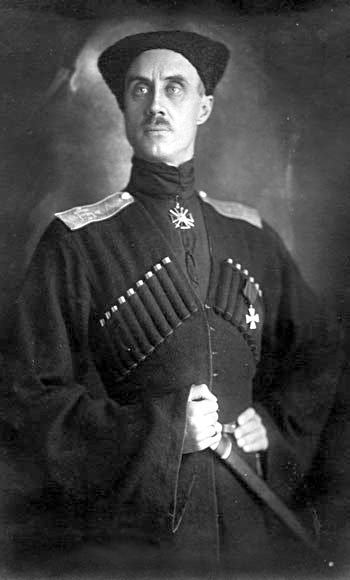
Pjotr Wrangel  (1878-1928), Russisch generaal